# Percal

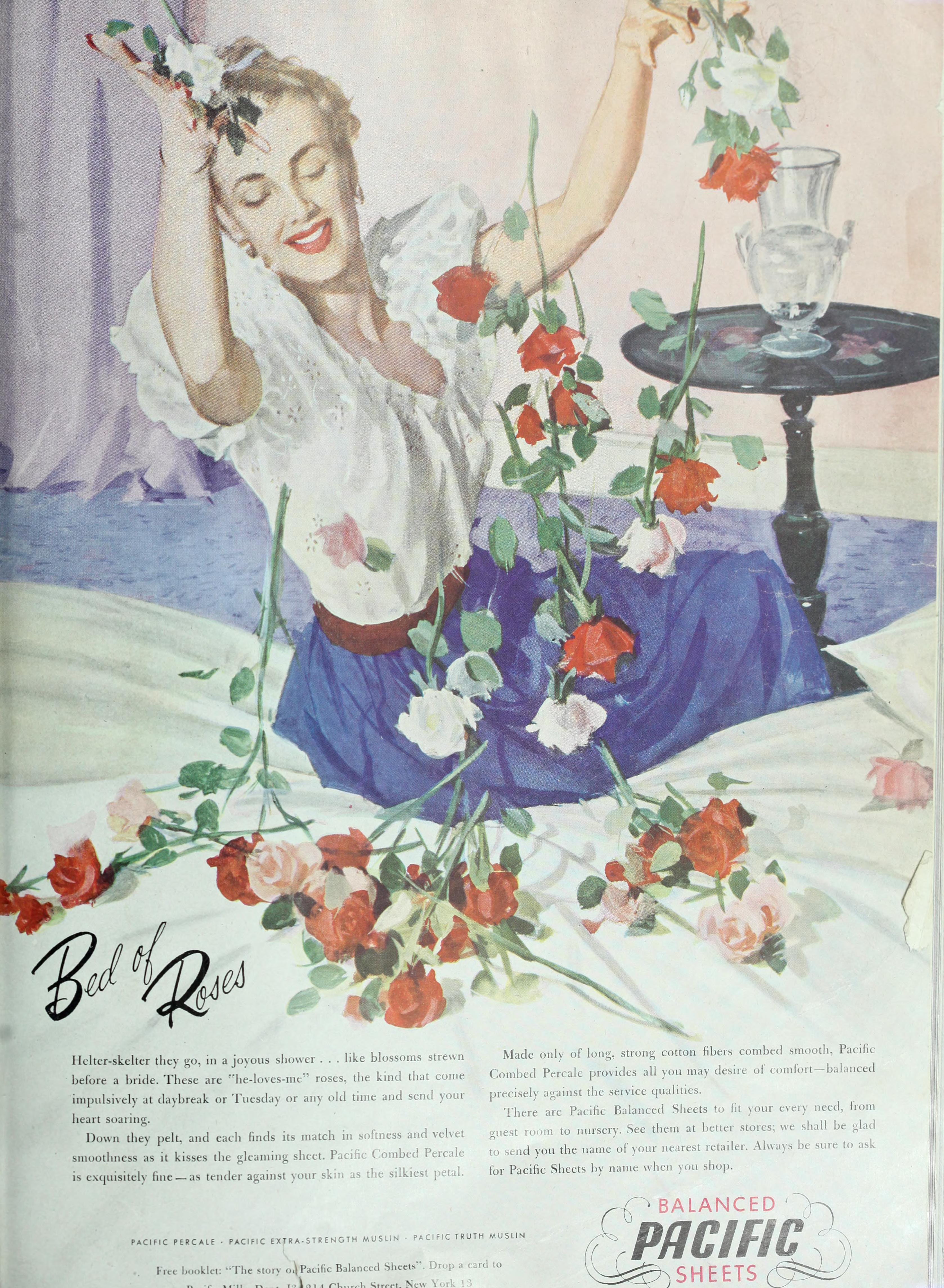
Ilustración de 1948 que muestra a una mujer usando un atuendo de percal.

El percal es una  tela fina de algodón o poliéster usada para indumentaria y ropa blanca de escaso precio. Comenzó a fabricarse en Europa en el siglo XVIII, a partir de su importación por los franceses desde la India, de donde es originaria.
El término describe el tipo de tejido, no su material, por lo que el percal puede confeccionarse con una mezcla de 50% de algodón y 50% de poliéster, o una mezcla de otros tejidos en cualquier proporción.
Puede tener una densidad de hilado de 200 o más, y es apreciablemente más fina que el tipo de tejido estándar utilizado para sábanas. Tiene peso mediano, es firme y suave, sin brillo y puede conformarse y lavarse con facilidad. Se la fabrica con una mezcla de hilos cardados y peinados, en colores lisos o con diseños impresos. La terminación de la tela es independiente de su tejido, así que puede ser o no impresa con diseños.
El percal se importó originalmente de la India durante los siglos XVII y XVIII, luego se la comenzó a fabricar en Francia.
La palabra parece provenir del persa pargālah, que significa «trapo».
Durante el siglo XIV en Dalmacia, que tenía conexiones comerciales con la República de Venecia se hace mención a un Peter de genere Percal, otro posible origen para el nombre de la tela. 